# Leandro Aguilera
Leandro Jerónimo Aguilera Palmieri (15 de noviembre de 1978; San Martín, Mendoza, Argentina) es un periodista deportivo argentino reconocido por cubrir la campaña de Boca Juniors a través de diferentes medios de comunicación como televisión, radio y diarios. Es conocido como Tato Aguilera y desde 1997 está ligado a los medios masivos de comunicación. Llegó a Buenos Aires en 1997 y su carrera fue en ascenso desde que comenzó a estudiar en el Círculo de Periodistas Deportivos de Buenos Aires, donde cursó del 97 al 99. 
Desde el 2000 informa sobre la actualidad del Club Atlético Boca Juniors.
En TV trabaja hace 14 años en TyC Sports y su trabajo en radio lo desempeña en La Redonda 100.3 LP.